# Giulio Canella
Giulio Canella (Padova, 5 dicembre 1882 – 25 novembre 1916) è stato un filosofo e militare italiano, disperso in battaglia durante la prima guerra mondiale e noto per essere stato poi erroneamente identificato come lo smemorato di Collegno.

## Biografia
Nato a Padova nel 1882, figlio di Giuseppe e Amalia Trivellato, si laureò in filosofia nella città natale nel 1904 e in lettere nel 1907. Iniziò a insegnare nel collegio vescovile di Thiene, poi si trasferì a Verona come professore di pedagogia e morale presso la scuola normale Alessandro Manzoni, di cui divenne direttore nel 1907.
Aderente alla Scuola neo-scolastica, scrisse alcuni libri e articoli, soprattutto per il periodico La scuola cattolica e la Rivista di filosofia neo-scolastica che nel 1909 fondò con padre Agostino Gemelli.
Nel 1913 sposò Giulia Canella, nata a Rio de Janeiro e figlia di suo cugino Francesco, possidente in Brasile; ebbero due figli, Margherita e Giuseppe.

### Carriera militare e scomparsa in guerra

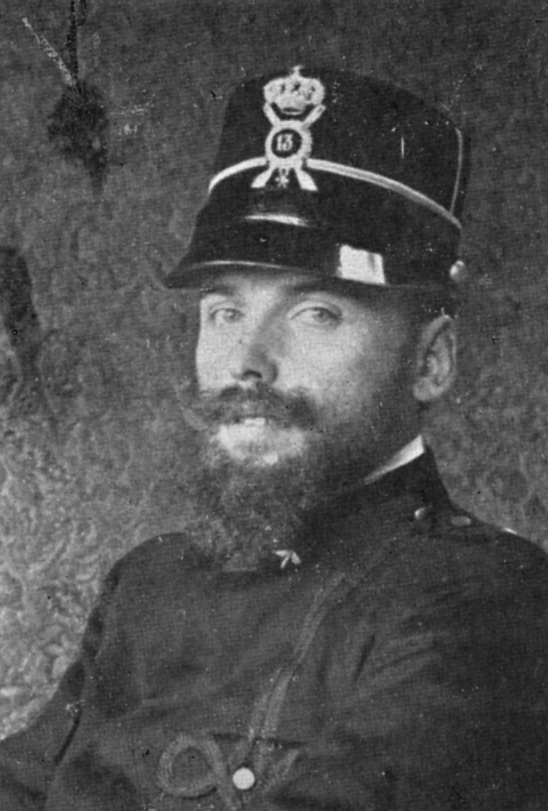
Giulio Canella in divisa nel 1906

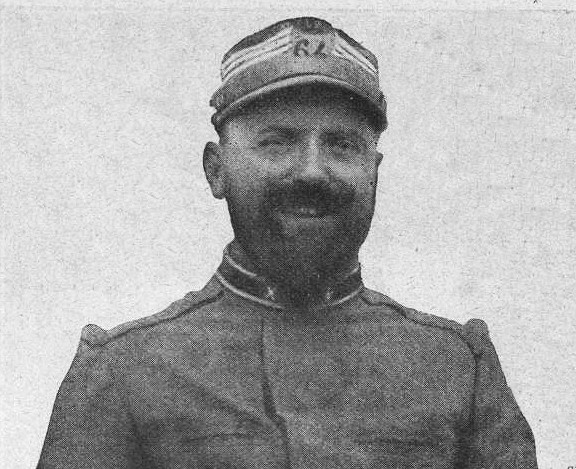
Giulio Canella nel settembre 1916, poco prima della sua scomparsa

Già sotto le armi tra il 1905 e il 1906, nel maggio 1915 fu richiamato, ma in breve tempo fu esonerato; fu nuovamente richiamato nel maggio 1916. Fu considerato disperso il 25 novembre 1916 dopo un'azione in Macedonia, nella zona di Monastir (Bitola).
(Nullo Vannucci)
Capitano di complemento 64º reggimento fanteria, nato il 5 dicembre 1881 a Padova, distretto militare di Padova, disperso il 25 novembre 1916 in Macedonia in combattimento»
( Albo d'Oro dei Caduti della Caduti della Grande Guerra, Veneto III,  p. 133.)

### Identificazione come lo Smemorato di Collegno
Il 27 febbraio Giulia Canella si recò al manicomio di Collegno per incontrare lo sconosciuto noto come "lo Smemorato di Collegno" e verificarne l'identità, riconoscendolo come il proprio marito.
La donna disse anche che la cartolina illustrata, trovata in tasca allo sconosciuto al momento dell'arresto, era stata scritta dal figlio minore Giuseppe e inviata al marito tramite la Croce Rossa (in seguito si appurò che invece la cartolina era stata posta in commercio solo nel 1920).
Il 2 marzo lo sconosciuto, ormai considerato come Giulio Canella, lasciò l'ospedale e venne affidato a Giulia Canella.
La questione dell'identità dello "Smemorato" fu oggetto di discussione sia sui giornali sia nei tribunali. Sebbene il processo civile avviato per la sua identificazione avesse stabilito che lo smemorato fosse in realtà un altro uomo, il latitante Mario Bruneri, la famiglia Canella continuò a riconoscerlo come il proprio congiunto. Tale identificazione non fu però confermata nel 2014 dalle analisi del DNA dei discendenti.